# Kim Jong-Kyu
Kim Jong-Kyu (Corea del Sur, 2 de marzo de 1958) es un deportista surcoreano retirado especialista en lucha libre olímpica donde llegó a ser subcampeón olímpico en Los Ángeles 1984.

## Carrera deportiva
En los Juegos Olímpicos de 1984 celebrados en Los Ángeles ganó la medalla de plata en lucha libre olímpica de pesos de hasta 52 kg, tras el luchador yugoslavo Šaban Trstena (oro) y por delante del japonés Yuji Takada (bronce).